# Samorządowy zakład budżetowy
Samorządowy zakład budżetowy – forma zakładu budżetowego, którą tworzy, łączy, przekształca i likwiduje organ stanowiący jednostki samorządu terytorialnego (rada gminy, rada powiatu, sejmik województwa). 
Tworząc taki zakład określa się: nazwę i siedzibę zakładu, przedmiot jego działalności, źródła przychodów własnych zakładu, stan wyposażenia zakładu w środki obrotowe, składniki majątkowe przekazane na użytkowanie oraz zasady polityki finansowej wobec jednostki samorządu terytorialnego.
Samorządowy zakład budżetowy może wykonywać zadania własne jednostki samorządu terytorialnego w zakresie m.in. gospodarki mieszkaniowej, wodociągów i zaopatrzenia w wodę, lokalnego transportu zbiorowego, targowisk i hal targowych, zieleni gminnej i zadrzewień, cmentarzy.
Zakład taki wykonuje zadania odpłatnie, pokrywając koszty swojej działalności zazwyczaj z przychodów własnych. Podstawą gospodarki finansowej samorządowego zakładu budżetowego jest roczny plan finansowy obejmujący przychody, w tym dotacje z budżetu jednostki samorządu terytorialnego, koszty i inne obciążenia, stan środków obrotowych, stan należności i zobowiązań na początek i koniec okresu oraz rozliczenia z budżetem jednostki samorządu terytorialnego. 
Samorządowy zakład budżetowy wpłaca do budżetu jednostki samorządu terytorialnego nadwyżkę środków obrotowych, ustaloną na koniec okresu sprawozdawczego, chyba że organ stanowiący jednostki samorządu terytorialnego postanowi inaczej.
W planie finansowym zakładu mogą nastąpić zmiany w ciągu roku w przypadku realizowania przychodów i kosztów wyższych od planowanych, ale pod warunkiem, że nie spowoduje to zmniejszenia wpłat do budżetu jednostki samorządu terytorialnego ani zwiększenia dotacji z tego budżetu.
Zakład ten może otrzymywać z budżetu jednostki samorządu terytorialnego:
- dotacje przedmiotowe;
- dotacje celowe na zadania bieżące, finansowane z udziałem środków pochodzących ze źródeł zagranicznych niepodlegające zwrotowi;
- dotacje celowe na finansowanie lub dofinansowanie kosztów realizacji inwestycji;
- dotację podmiotową;
- dotację jednorazową na pierwsze wyposażenie w środki obrotowe.

Dotacje te nie mogą jednak przekroczyć 50% kosztów funkcjonowania samorządowego zakładu budżetowego. Ograniczenie to nie dotyczy jednak dotacji inwestycyjnych oraz dotacji celowych na zadania bieżące, finansowane przy udziale środków unijnych bądź pochodzących ze źródeł zagranicznych. 
Samorządowy zakład budżetowy opiera się na metodzie budżetowania netto. Rozlicza się wynikiem działalności, poprzez wpłacenie nadwyżki środków obrotowych. Cechą charakterystyczną tej jednostki jest to, że jej charakter prawny łączy w sobie elementy podmiotu gospodarczego i jednostki realizującej zadania publiczne. Zakres jej działania jest wymieniony w katalogu zamkniętym, w Ustawie o finansach publicznych. Obejmuje on działania z zakresu użyteczności publicznej (m.in. utrzymanie czystości, rozwój kultury fizycznej, prowadzenie gospodarki mieszkaniowej).
Samorządowy zakład budżetowy dysponuje szerszą swobodą w prowadzeniu bieżącej działalności gospodarczej, gdyż w planie finansowym może dokonywać zmiany w przypadku realizowania wyższych dochodów i wydatków niż te pierwotnie zaplanowane, o ile nie spowoduje tym samym zmniejszenia wpłat do budżetu lub zwiększenia dotacji. 
Likwidując samorządowy zakład budżetowy określa się przeznaczenie mienia znajdującego się w użytkowaniu tego zakładu. Przekształcenie takiego zakładu w inną formę organizacyjno-prawną wymaga uprzedniej jego likwidacji.